# 186

186(백팔십육)은 185보다 크고 187보다 작은 자연수다.

## 수학
- 합성수로, 그 약수는 1, 2, 3, 6, 31, 62, 93, 186이다. 진약수의 합은 198이므로, 186은 과잉수다.
  - 제곱 인수가 없는 10번째 과잉수다. 이 성질을 지닌 앞의 수는 174, 다음 수는 210이다. (OEIS의 수열 A087248)
- 17번째 쐐기수다. 앞의 쐐기수는 182, 다음 쐐기수는 190이다.
- {\displaystyle 186=89+97}
  - 연속하는 두 소수(素數)의 합으로 나타낼 수 있으며, 이 성질을 지닌 앞의 수는 172, 다음 수는 198이다.
- {\displaystyle 61^{2}-1}은 186으로 나누어떨어진다.

## 과학
- NGC 186: 물고기자리 방향에 있는 렌즈형은하.

## 교통

### 철도
- 서울 - 부산 간 KTX의 열차 번호는 186번까지 있다.

### 도로
- 일본 186번 국도: 시마네현 고쓰시에서 히로시마현 오타케시까지 이어지는 일본의 국도.
- 현도 제186호선

## 군사
- U-186(영어판, 독일어판): 제2차 세계 대전에 사용된 나치 독일의 군용 잠수함.

## 문화유산
- 대한민국의 국보 제186호: 양평 신화리 금동여래입상
- 대한민국의 보물 제186호: 경주 남산 용장사곡 삼층석탑
- 대한민국의 사적 제186호: 경주 정강왕릉

## 방송
- 스카이라이프의 GOODTV 채널 번호.
- 지니 TV의 팍스경제TV 채널 번호.
- B tv의 JEI 재능TV 채널 번호.
- U+ TV의 실버아이TV 채널 번호.
- LG헬로비전의 이데일리TV 채널 번호.
- B tv 케이블의 EBS 키즈 채널 번호.

## 기타
- 연도: 186년, 기원전 186년